# Zegartowice (województwo kujawsko-pomorskie)

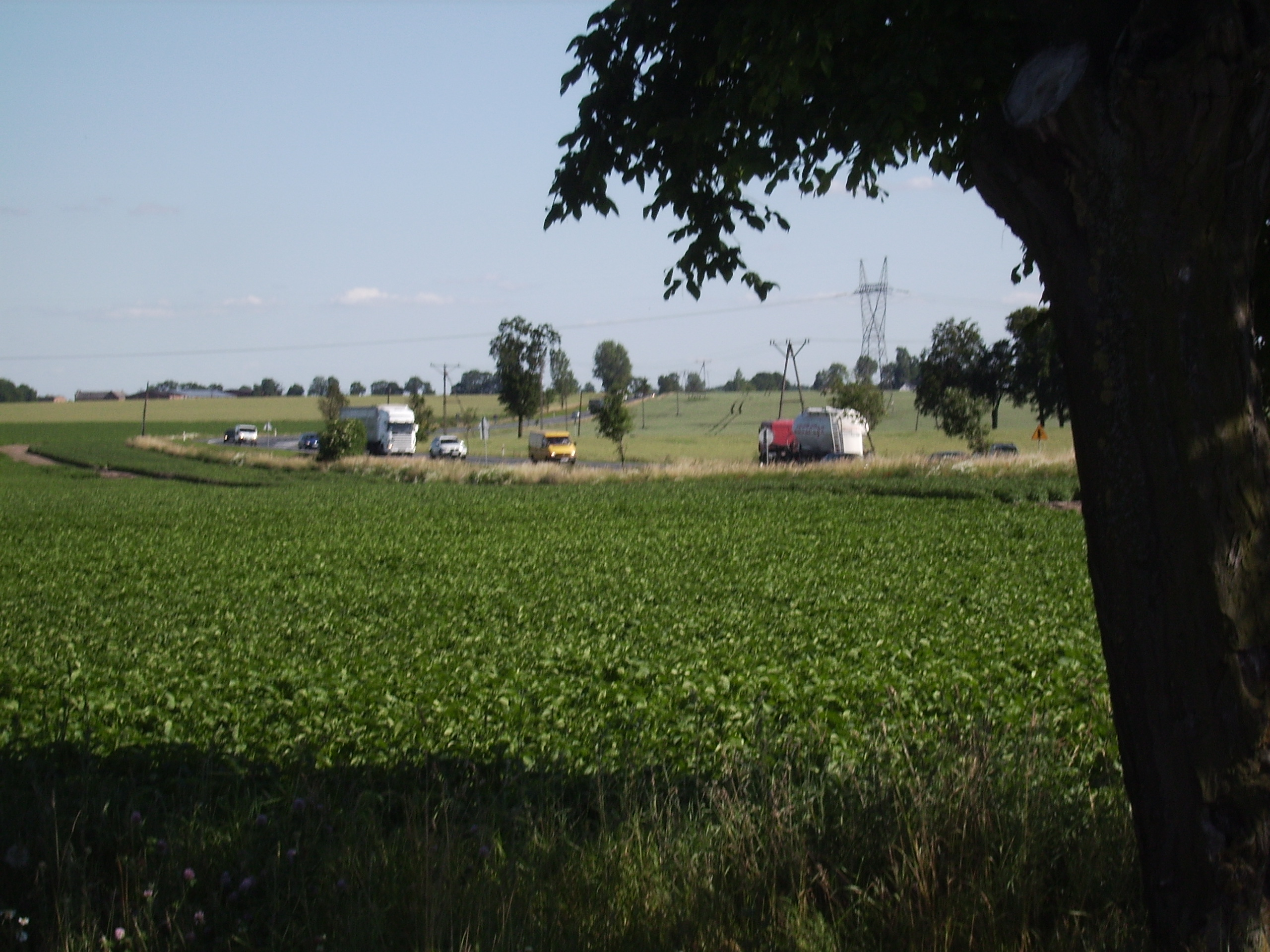
Droga E75 przechodząca przez Zegartowice

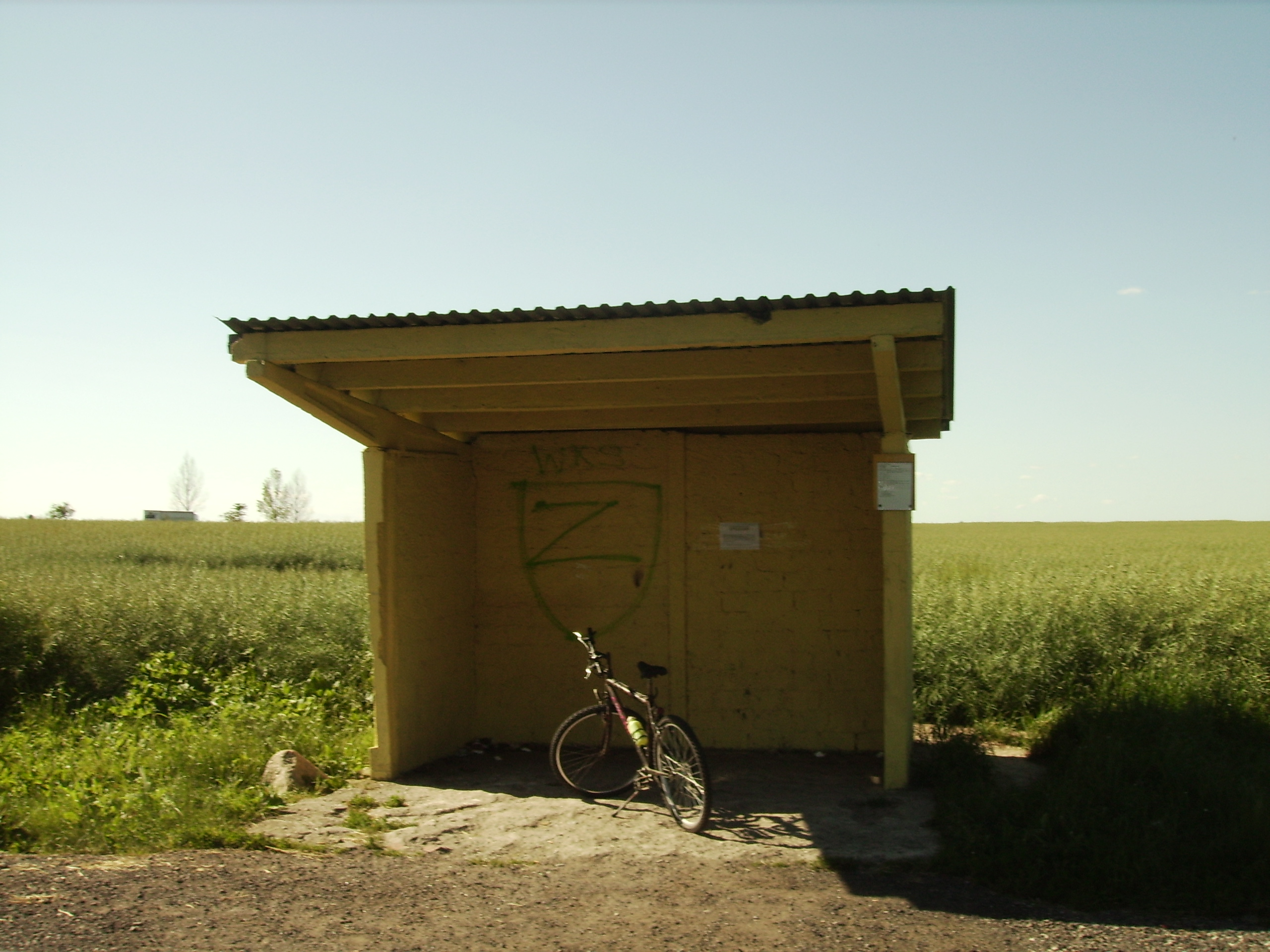
Przystanek autobusowy

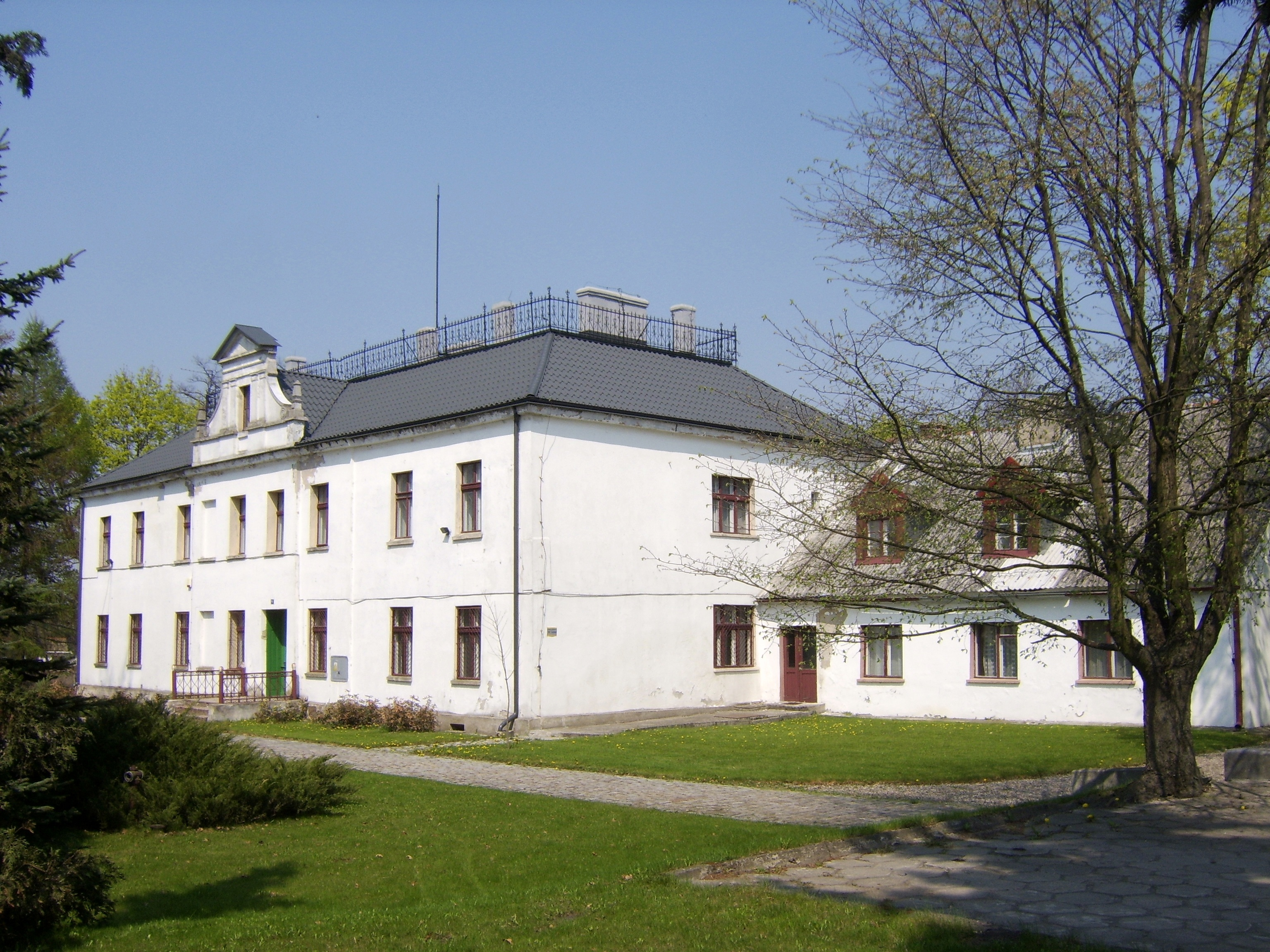
Pałac

Zegartowice (niem. Segertsdorf) – wieś w Polsce położona w województwie kujawsko-pomorskim, w powiecie chełmińskim, w gminie Papowo Biskupie. Wieś zajmuje powierzchnię 576,58 hektarów. W 2013 roku Zegartowice liczyły 9 podmiotów gospodarczych.

## Historia

### Średniowiecze
Po wybudowaniu zamku krzyżackiego w Papowie Biskupim, Zegartowice należały do zamku. W okresie późnego średniowiecza Zegartowice należały wtedy do tak zwanego klucza papowskiego
. Pierwsza wzmianka w źródle pisanym dotyczącym miejscowości pochodzi z roku 1405. W kronikach i dokumentach wieś występowała pod nazwami: Segehardsdorff (1405), Segirsdorff, Zygaertowicze (1522), Ziegartowicze. W średniowieczu wieś ta była własnością rycerską i leżała w granicach komturstwa, a później do prokuratorstwa papowskiego. W 1419 roku rycerz Jenchow był zobowiązany do 1 służby w zbroi lekkiej. Innymi rycerzami byli: Kacper, Jakub Dytrych, Jokusz (z lat 1423-28 i 1438), którzy byli oni zobowiązani do 1 służby w zbroi lekkiej.

### Nowożytność
W 1522 wieś przekazano diecezji chełmińskiej, od mieszczanina toruńskiego Bertolda Trosta. W 1570 roku część wsi należała do Krzysztofa Zegartowicza, później do Feliksa Rudnickiego, rodziny Szelińskich i Nieiweszyńskich. W 1614 roku Zegartowice liczyły 20 włók. Większe włoki należały do: Dyraya, Wacha, Kutery, Cierpiałki, Siodmaka. Pod wojny polsko-szwedzkiej Zegartowice mocno ucierpiały. Źródła historyczne podają, że ocalał tylko majątek Cierpiałki.
W 1772 roku ziemie zostały przekazane dla Prus. Rok później nastąpił pierwszy spis ludności. Wtedy miejscowość liczyła 65 osób (m.in. zarządcę folwarku Gomlińskiego, owczarza Albrecha Krzewskiego, chłopów danników Pawła Sobiechowskiego, Józefa Kamińskiego oraz Piotra Kujawę). Właścicielami wsi byli: Wincenty Sulerzycki (1800), Hans Richard Bremer (1872), ks. Bentheim (po I wojnie światowej), rodzina Wiirtz (1938-1946). W 1947 roku Zegartowice zostały upaństwowione.
W 1885 roku Zegartowice liczyły 270 hektarów powierzchni. We wsi znajdowało się 12 budynków mieszkalnych zamieszkanych przez 84 mieszkańców (51 katolików i 33 ewangelików).
Pod koniec XIX wieku zbudowano pałac, który stoi do dziś. Po znalezieniu się w państwie Pruskim Zegartowice znalazły się w powiecie chełmińskim. W czasach zaborów istniała szkoła, która w 1867 roku liczyła 18 uczniów (byli to tylko dzieci katolickie), a w 1904 już 70 uczniów. W 1928 roku w szkole było: 25 dzieci katolickich, 1 nauczyciel, jedną klasę, 8 dzieci ewangelickich. W okresie międzywojennym sołtysem Zegartowic był Berthold Schwenk.

### Współczesność
W okresie II wojny światowej, 21 stycznia 1943 roku mieszkaniec wsi Wiktor Skowroński został skazany na pobyt w obozie karnym, za to, że przywłaszczył sobie paczkę zawierającą: ciasto piernikowe, tabliczkę czekolady, 3 jabłka i papier. Zginął w jednym z tych zakładów. W latach 1939–1945 miejscowość położona była w okręgu Rzeszy Gdańsk-Prusy Zachodnie, w rejencji bydgoskiej (Regierungsbezirk Bromberg), w powiecie Chełmno (Kreis Kulm). W czasieokupacji niemieckiej miejscowość miała posiadać status majątek. W latach 1939 - 1942 nazwyała się Segartowitz, lecz po przeprowadzonej zamianie nazw miejscowości w Okręgu Rzeszy Gdańsk-Prusy Zachodnie, w latach 1942 - 1945 nazywała się Segertshof.
W roku 1973 do Zespołu Pieśni i Tańca Ziemi Chełmińskiej został zatrudniony mieszkaniec wsi Stanisław Nowak.
W latach 1975–1998 miejscowość należała administracyjnie do województwa toruńskiego.
W 2001 roku rozpoczęto: modernizację oczyszczalni ścieków, budowę sali gimnastycznej, kanalizację miejscowości. Salę gimnastyczną i oczyszczalnie ścieków oddano do użytku w 2003 roku. W tym samym czasie w szkole podstawowej wymieniono sposób ogrzewania na olejowy. W 2004 roku wybudowano szkolne boisko, w 2005 chodniki i zatoki postojowe. W 2006 roku rozpoczęto budowę kanalizacji Zegartowice-Żygląd-Jeleniec. W 2008 roku rozpoczęto rozbudowę oczyszczalni ścieków w miejscowości (budowę zakończono w 2009 roku). W 2010 roku ogrodzono boisko oraz wybudowano ławki w miejscowości.

## Zabytki
Według rejestru zabytków NID na listę zabytków wpisany jest park dworski z drugiej połowy XIX w., nr rej.: A/334 z 6.03.1985.

## Miejsca w Zegartowicach
Obecnie we wsi działa publiczna szkoła podstawowa. Obecnie szkoła ma 138 uczniów.
Miejscowość ma swoją własna ochotniczą straż pożarną, która została założona w 1992 roku. Straż ta jest organizacją pozarządową.